# Howard Siler
Howard Banford Siler (Newport News, 18 giugno 1945 – Clermont, 8 luglio 2014) è stato un bobbista statunitense.

## Biografia
Viene ricordato come vincitore di una medaglia di bronzo nella sua disciplina, ottenuta ai campionati mondiali del 1969 (edizione tenutasi a Lake Placid, Stati Uniti d'America) insieme ai suoi connazionali Robert Huscher, Les Fenner e Allen Hachigian; nell'edizione l'oro andò alla nazionale tedesca.
Nel 1988 allenò la nazionale jamaicana di bob che prese parte alle Olimpiadi invernali di Calgary.